# American City Business Journals
American City Business Journals, Inc. (ACBJ) — американське газетне видавництво, що базується в Шарлотті, штат Північна Кароліна. ACBJ видає The Business Journals, який містить місцеві ділові новини для 44 ринків США, причому видання для кожного ринку називається відповідно до цього ринку, а також публікує Hemmings Motor News і Inside Lacrosse. Компанія належить Advance Publications. Компанія отримує дохід від зовнішньої реклами та оголошень у своїй щотижневій газеті, а також від онлайн-реклами на своєму вебсайті та від бізнес-моделі передплати.
Вебсайт bizjournals.com під загальною назвою The Business Journal містить місцеві ділові новини з різних міст США, а також архів, який містить понад 5 мільйонів бізнес-новин, опублікованих з 1996 року. Станом на серпень 2021 року його щотижня відвідують понад 3,6 мільйона читачів.

## Історія
Компанія була заснована в 1982 році Майком Расселом із запуском Kansas City Business Journals.
У 1985 році компанія стала публічною компанією через первинне публічне розміщення і торгувалася як позабіржова акція.
У 1986 році компанія придбала повний набір публікацій від Business Journal Publications, включаючи Business Journal of St. Louis, а також кілька інших ділових журналів та юридичних видань.
У 1986 році Майк Рассел придбав десять міських ділових газет у шести штатах і столиці країни у підрозділу Scripps-Howard Business Journals компанії Scripps-Howard Newspapers: Фенікс (Арізона); Лос-Анджелес, Сан-Дієго і Сан-Франциско (Каліфорнія); Атланта (Джорджія); Даллас-Форт-Ворт і Г'юстон (Техас); Сіетл (Вашингтон); а також Вашингтон, округ Колумбія і видання Південної Флориди, що об'єднує Маямі/Форт-Лодердейл.
Рей Шоу приєднався до компанії в 1989 році і був головою і головним виконавчим директором компанії протягом 20 років до своєї смерті в 2009 році. Під керівництвом Шоу компанія перенесла свою штаб-квартиру з Канзас-Сіті, штат Міссурі, до Шарлотти, штат Північна Кароліна, і значно збільшила кількість своїх видань.
У 1995 році компанію придбала Advance Publications за $258,8 млн (еквівалент $472,8 млн у 2023 році).
У 2001 році компанія уклала партнерство з Microsoft для надання контенту для сайту bcentral.com.
У 2007 році компанія придбала Inside Lacrosse.
У 2012 році сестринська компанія Condé Nast перенаправила Portfolio.com на сторінку стартапів ACBJ.
У 2020 році компанія започаткувала партнерство з книговидавництва.

## Щорічні нагороди
Видання публікує наступні щорічні нагороди для кожного міста:
- The Business Journal's Forty Under 40 перераховує 40 найуспішніших підприємців віком до 40 років. Публікується з 1992 року[11][12].
- The Business Journal's Best Places to Work складає рейтинг найкращих компаній у місцевих регіонах за найкращим досвідом роботи для співробітників. Рейтинг визначається на основі опитувань щодо лідерства, корпоративної культури та комунікацій. Різні міста можуть використовувати різні методології та оцінювати різну кількість роботодавців[13][14].